# Patrice Sauvé
Pour les articles homonymes, voir Sauvé.
Patrice Sauvé est un acteur et l’un des réalisateurs québécois les plus prolifiques de ces dernières années. Dès ses débuts, il a participé à la réalisation de magazines culturels et d’affaires publiques, de documentaires et de séries jeunesse pour la télévision. 

## Biographie
Réalisateur, diplômé de l'Université Concordia, reconnu au Québec pour son travail sur des séries culte comme la comédie dramatique La Vie, la vie et le drame fantastique Grande Ourse. En 2001, il a réalisé la série dramatique La vie, la vie qui a obtenu un immense succès populaire et critique. En tout, 10 Gémeaux lui ont été décernés, dont celui de la meilleure réalisation deux années consécutives. Ont suivi les séries fantastiques Grande Ourse et L’Héritière de Grande Ourse qui ont toutes les deux reçu le Prix Gémeaux de la meilleure réalisation et ont cumulé au total 20 Prix Gémeaux. En 2004, il a réalisé la série Ciao Bella! Puis il a ensuite réalisé la série Vertige (9 Gémeaux dont Meilleure réalisation), Karl & Max en 2015 et plus récemment le thriller policier Victor Lessard en 2017 et Victor Lessard: Violence à l'Origine (S2) en 2018 qui atteignent plus d'un million de visionnements ! Elle devient donc la série originale la plus regardée sur la plateforme VOD Club Illico de Vidéotron.
Sa série dramatique basée sur le roman autobiographique Le Monstre d'Ingrid Falaise est acclamée par le public et la critique (6 nominations Prix Gémeaux). Sa nouvelle série télé policière dramatique La Faille, diffusée sur Club illico, rafle 11 nominations aux 35e Prix Gémeaux. Les deux séries sont sélectionnées en Compétition Officielle Internationale au Festival de la Fiction de Larochelle.
Patrice Sauvé est aussi le réalisateur de plusieurs films dont Cheech, son premier long métrage en 2006 suivi de Grande Ourse, la clé des possibles en 2009, puis son troisième, le plus récent Ça sent la coupe, inspiré du roman de Matthieu Simard et mettant en vedette Louis-José Houde, en 2017.

## Filmographie

### comme réalisateur
- 1997 : Génération W (série télévisée)
- 1998 : Arnaques (série télévisée)
- 2001 : La Vie, la vie (série télévisée)
- 2003 : Grande Ourse (série télévisée)
- 2003 : Ciao Bella (série télévisée)
- 2005 : L'Héritière de Grande Ourse (feuilleton TV)
- 2006 : Cheech (cinéma)
- 2009 : Grande Ourse : La Clé des possibles (cinéma)
- 2012 : Vertige (série télévisée de six épisodes)
- 2016 : Karl & Max (série télévisée de dix épisodes)
- 2017 : Ça sent la coupe (cinéma)
- 2017 : Victor Lessard (série télévisée)
- 2019 : Le Monstre (série télévisée de six épisodes)

### comme acteur
- 1995 : Zigrail : Pat